# Randy White
Randy White (Shreveport, Louisiana, 4 de novembre de 1967) és un exjugador de bàsquet nord-americà que va jugar cinc temporades en l'NBA i altres cinc en el bàsquet europeu. Amb 2,03 metres d'alçada, jugava en la posició d'aler pivot.

## Carrera esportiva
Va jugar durant quatre temporades amb els Bulldogs de la Universitat Tecnològica de Louisiana. Va ser triat en la vuitena posició del Draft de l'NBA del 1989 pels Dallas Mavericks, amb qui va signar un contracte per cinc temporadas. La temporada 94-95 fa el salt a la lliga grega, tot i que l'acabaria a la italiana. La temporada 1995-96 fitxa pel Joventut de Badalona, sent tallat en el mes de març per Evers Burns per desavinences amb l'entrenador, Zoran Slavnic, i acabant la temporada a la CBA nord-americana. Les properes temporades les jugarà a les lligues israeliana, russa i grega, abans de retirar-se.